# マリティノ・ネマニ
マリティノ・ネマニ（Maritino Nemani、1991年5月24日 - ）は、フィジー出身のラグビーユニオン選手。ジャパンラグビーリーグワンの清水建設江東ブルーシャークスに所属している。

## 略歴
ニュージーランドのセイクリッドハート高校卒。2010年には、U20フィジー代表に選ばれたことがある。
ニュージーランド州代表（NPC）では、2011年からホークス・ベイ、2013年からベイ・オブ・プレンティに所属した。スーパーラグビーでは、2012年にチーフス、2013年にはハイランダーズに所属した。
2015年から、フランスのFCグルノーブルに所属。
2017年、NECグリーンロケッツ（現・NECグリーンロケッツ東葛）に加入。同年8月19日に行われたジャパンラグビートップリーグ第1節の東芝ブレイブルーパス戦にて途中出場で公式戦初出場を果たす。
2025年1月18日に行われたリーグワン2024-25シーズン第4節の試合で、NECグリーンロケッツ東葛キャプテンのニック・フィップスがケガで離脱。その代わりに、2月2日の第5節からキャプテンを務める。
2025年5月、NECグリーンロケッツ東葛を退団。
2025年6月、清水建設江東ブルーシャークスに加入した。